# San Juan de Dios, Tarandacuao
San Juan de Dios är en ort i Mexiko.   Den ligger i kommunen Tarandacuao och delstaten Guanajuato, i den södra delen av landet, 160 km väster om huvudstaden Mexico City. San Juan de Dios ligger 1 920 meter över havet och antalet invånare är 339.
Terrängen runt San Juan de Dios är kuperad söderut, men norrut är den platt. Runt San Juan de Dios är det ganska tätbefolkat, med 104 invånare per kvadratkilometer. Närmaste större samhälle är Maravatío, 15,5 km söder om San Juan de Dios. Trakten runt San Juan de Dios består till största delen av jordbruksmark.